# 扎維特涅 (伯沙德區)
48°30′42″N 29°48′38″E / 48.51167°N 29.81056°E
扎維特涅（烏克蘭語：Завітне），是烏克蘭的村落，位於該國西南部文尼察州，由海辛區負責管轄，始建於1910年，面積10.01平方公里，海拔高度202米，2001年人口191，人口密度每平方公里19.08人。